# Saint-Germain-des-Prés Café IV
Albums de Various
Saint-Germain-des-Prés Café III Saint-Germain-des-Prés Café 5
Saint-Germain-des-Prés Café volume IV est la quatrième compilation Saint-Germain-des-Prés Café parue en 2004.

## Liste des titres
| 1.    | Naturally                                       | Slow Train                     |  |
| 2.    | Squire for Hire                                 | Nathan Haines                  |  |
| 3.    | Flying Saucer                                   | U.F.O. & Dee Dee Bridgewater   |  |
| 4.    | Fuoco Fatuo                                     | Nicola Conte                   |  |
| 5.    | Yunowhathislifeez (Jazz Mix)                    | Metropolitan Jazz Affair       |  |
| 6.    | Frontlines                                      | Paul Hunter                    |  |
| 7.    | Tonight (Nicola Conte New Jazz Version)         | Koop                           |  |
| 8.    | Equal                                           | Lunar Chipmunk                 |  |
| 9.    | Q Baiano                                        | Zuco 103                       |  |
| 10.   | Swoundosophy                                    | Infracom presents Re:Jazz      |  |
| 11.   | When My Angers Starts to Cry                    | Beady Belle                    |  |
| 12.   | High Noon                                       | Kruder & Dorfmeister           |  |
| 13.   | Suddenly                                        | Matthew Herbert                |  |
| 14.   | Red Thing Called Love                           | Loopless                       |  |
| 15.   | Nattergalen                                     | Bobby Hughes Combination       |  |
| 16.   | Galactic Jack (Buscemi's Beat to Beatnik Remix) | Briskey                        |  |
| 17.   | No Government                                   | Nicolette                      |  |
| 18.   | Breaking Away (Koop Remix)                      | Shaun Escoffery                |  |
| 19.   | Round About Midnight                            | Antenna by Modern Jazz Quartet |  |
| 77:00 |                                                 |                                |  |